# Brezovská stráň
Brezovská stráň este o arie protejată (arie specială de conservare — SAC, sit de importanță comunitară — SCI) din Slovacia întinsă pe o suprafață de 65,91 ha, integral pe uscat.

## Localizare
Centrul sitului Brezovská stráň este situat la coordonatele 48°10′07″N 19°00′08″E / 48.168679°N 19.002252°E.

## Înființare
Situl Brezovská stráň a fost declarat sit de importanță comunitară în aprilie 2004 pentru a proteja 5 specii de animale. Situl a fost protejat și ca arie specială de conservare în martie 2004.

## Biodiversitate
Situată în ecoregiunea panonică, aria protejată conține 5 habitate naturale: Tufărișuri subcontinentale peripanonice, Păduri panonice cu Quercus pubescens, Pajiști stepice subpanonice, Roci stâncoase cu vegetație pionieră de Sedo-Scleranthion sau Sedo albi-Veronicion dillenii, Păduri panonice cu Quercus petraea și Carpinus betulus.
La baza desemnării sitului se află mai multe specii protejate de  nevertebrate (5): fluturele de noapte (Eriogaster catax), fluturele flitirar (Euphydryas maturna), rădașcă (Lucanus cervus), fluturele purpuriu (Lycaena dispar), phengaris nausithous (Maculinea nausithous).
Pe lângă speciile protejate, pe teritoriul sitului au mai fost identificate 5 specii de nevertebrate, 2 specii de reptile.